# 白河石
白河石（しらかわいし）は、福島県白河市久田野付近に分布する安山岩。古来適度な耐久性から土木建築用として利用された。黒色硝子質や小岩片を含む灰色乃至灰紫色の石材。産地によって久田野石、米村石、小田川石、根田石等とも呼ばれていた。栃木県那須町で産出する同質のものは芦野石と呼ばれる。